# Morgane (chanteuse)
Pour les articles homonymes, voir Morgane.
Morgane, nom de scène d'Ingrid Simonis, née le 23 août 1975 à Blegny, est une chanteuse belge.

## Biographie
Elle est connue pour avoir participé au Concours Eurovision de la chanson 1992 représentant la Belgique avec la chanson Nous, on veut des violons, écrite par Claude Barzotti,.
Elle est l'une des artistes emblématiques de l'émission télévisée de variétés 10 qu'on aime. Celle-ci est diffusée le dimanche soir entre 1989 et 1995 sur RTL-TVI, la première chaîne privée francophone en Belgique. Plusieurs de ces chansons sont d'ailleurs gravées sur les diverses compilations 10 qu'on aime.
En 1998, elle participe au single Le Bal des gueux d'Alec Mansion au profit de l’Opération Thermos, qui distribue des repas pour les sans-abris, dans les gares. Cette chanson est interprétée par trente-huit artistes et personnalités dont Toots Thielemans, Stéphane Steeman, Marylène, Armelle, Jacques Bredael, Lou, Alec Mansion, Muriel Dacq, les frères Taloche, Morgane, Nathalie Pâque, Frédéric Etherlinck, Richard Ruben, Christian Vidal, Marc Herman, Jeff Bodart, Jean-Luc Fonck, Benny B et Daddy K.
Elle est également la choriste de Claude Barzotti, qui a écrit Nous, on veut des violons. Elle chante aussi lors de ses premières parties.
En 2003, son single On est seul au monde tourne sur les radios.
Entre 2020 et 2023, plusieurs émissions télévisées ou évenements sur scène sont consacrés à 10 qu'on aime. Morgane y prend part,,,.

## Discographie

### Albums studio
- 1992 : Morgane - RM Records
- 1994 : Mes rêves en chansons - RM Records
- 2010 : Renâitre - autoproduit

### Singles
- 1991 : Un amour aussi grand
- 1992 : Nous, on veut des violons
- 1992 : Pieta
- 1992 : C'est une chanson d'amour
- 1993 : Héloïse
- 1993 : Comme tous les enfants du monde
- 1994 : J'ai fait un rêve
- 1995 : Le temps d'une chanson
- 2003 : On est seul au monde
- 2021 : Viens, on danse sous la pluie[réf. nécessaire]